# LCU-2001
Gli LCU-2001 sono una classe di  mezzi da sbarco del tipo Landing Craft Utility (LCU) in servizio nella Japan Maritime Self-Defense Force. Ne vennero costruite due unità nel 1987 e nel 1992, che sono anche note come Yusōtei 1-Gō e Yusōtei 2-Gō.
Gli LCU del tipo LCU-2001 sono stati sviluppati come una versione più piccola e versatile della precedente classe Yura.
Hanno una lunghezza di 52 metri, e una larghezza di 8,7 metri, e sono in grado di trasportare una compagnia di 200 soldati completamente equipaggiati e 25 tonnellate di rifornimenti.
Queste navi hanno un fondo piatto e un portellone ribaltabile a prua, che permette di scaricare mezzi e uomini direttamente sulla spiaggia. Nella parte posteriore sono dotate di un ponte, e la zona sottostante è occupata dagli alloggi e dalla sala macchine. L'armamento è costituito da un cannone a canne rotanti JM61-M da 20 mm posizionato sulla parte superiore del ponte.